# العلاقات الإندونيسية الكينية
العلاقات الإندونيسية الكينية هي العلاقات الثنائية التي تجمع بين إندونيسيا وكينيا.

## مقارنة بين البلدين
هذه مقارنة عامة ومرجعية للدولتين:
| وجه المقارنة                                              | إندونيسيا         | كينيا                         |
| --------------------------------------------------------- | ----------------- | ----------------------------- |
| المساحة (كم2)                                             | 1.90 مليون        | 581.31 ألف                    |
| عدد السكان (نسمة)                                         | 263.99 مليون      | 48.47 مليون                   |
| الكثافة السكانية (ن./كم²)                                 | 138.94            | 83.38                         |
| العاصمة                                                   | جاكرتا            | نيروبي                        |
| اللغة الرسمية                                             | اللغة الإندونيسية | اللغة السواحلية، لغة إنجليزية |
| العملة                                                    | روبية إندونيسية   | شيلينغ كيني                   |
| الناتج المحلي الإجمالي (بليون دولار)                      | 1.02 تريليون      | 74.94 مليار                   |
| الناتج المحلي الإجمالي (تعادل القوة الشرائية) بليون دولار | 2.85 تريليون      | 142.24 مليار                  |
| الناتج المحلي الإجمالي الاسمي للفرد دولار أمريكي          | 3.35 ألف          | 1.38 ألف                      |
| الناتج المحلي الإجمالي للفرد دولار أمريكي                 | 10.52 ألف         | 2.95 ألف                      |
| مؤشر التنمية البشرية                                      | 0.684             | 0.548                         |
| رمز المكالمات الدولي                                      | +62               | +254                          |
| رمز الإنترنت                                              | .id               | .ke                           |
| المنطقة الزمنية                                           |                   | ت ع م+03:00                   |

## منظمات دولية مشتركة
يشترك البلدان في عضوية مجموعة من المنظمات الدولية، منها:
| علم المنظمة | اسم المنظمة                                                | تاريخ انضمام إندونيسيا | تاريخ انضمام كينيا |
| ----------- | ---------------------------------------------------------- | ---------------------- | ------------------ |
|             | مؤسسة التنمية الدولية                                      | 20 أغسطس 1968          | 3 فبراير 1964      |
|             | يونسكو                                                     | 27 مايو 1950           | 7 أبريل 1964       |
|             | وكالة ضمان الاستثمار متعدد الأطراف                         | 12 أبريل 1988          | 28 نوفمبر 1988     |
|             | الأمم المتحدة                                              | 28 سبتمبر 1950         | 16 ديسمبر 1963     |
|             | العملية المشتركة للاتحاد الأفريقي والأمم المتحدة في دارفور | ?                      | ?                  |
|             | الفريق المعني برصد الأرض                                   | ?                      | ?                  |
|             | الاتحاد البريدي العالمي                                    | ?                      | ?                  |
|             | البنك الدولي للإنشاء والتعمير                              | 13 أبريل 1967          | 3 فبراير 1964      |
|             | الاتحاد الدولي للاتصالات                                   | 1949                   | 11 أبريل 1964      |
|             | منظمة حظر الأسلحة الكيميائية                               | ?                      | ?                  |
|             | مؤسسة التمويل الدولية                                      | 23 أبريل 1968          | 3 فبراير 1964      |
|             | المركز الدولي لتسوية المنازعات الاستشارية                  | 28 أكتوبر 1968         | 2 فبراير 1967      |
|             | منظمة التجارة العالمية                                     | ?                      | 1995               |
|             | منظمة الشرطة الجنائية الدولية                              | 5 أكتوبر 1954          | ?                  |

## وصلات خارجية
- موقع وزارة الخارجية الإندونيسية
- موقع وزارة الخارجية الكينية